# Le Baiser de Tosca
Pour plus de détails, voir Fiche technique et Distribution.
Le Baiser de Tosca est un film suisse réalisé par Daniel Schmid et sorti en 1985.

## Fiche technique
- Titre : Le Baiser de Tosca
- Titre original : Il Bacio di Tosca
- Réalisation : Daniel Schmid
- Scénario : Daniel Schmid
- Photographie : Renato Berta
- Son : Luc Yersin
- Montage : Daniela Roderer
- Production : T&C Film
- Pays :  Suisse
- Genre : documentaire
- Durée : 87 minutes
- Date de sortie : France - 27 mars 1985

## Sélections
- Festival international du film de Locarno 1984[1]
- Festival international du film de La Rochelle 1994[2]